# Promyrmococcus wayi
Promyrmococcus wayi  (лат.) — вид мирмекофильных насекомых-кокцид рода Promyrmococcus из семейства мучнистые червецы (Pseudococcidae).

## Распространение
Юго-Восточная Азия: Малайзия (Сабах, Bahagian Tawau, Quoin, около Tawau).

## Описание
Микроскопического размера мучнистые червецы (длина около 1 мм)

Питаются соками растений Theobroma cacao (Malvaceae).
Среди муравьёв симбионтов представители рода Dolichoderus: обнаружены в муравейнике Dolichoderus sp.
Вид был впервые описан в 2002 году энтомологом Д. Уилльямсом (Williams, D.J.).